# Jens Wilken Hornemann
Jens Wilken Hornemann, född 6 mars 1770 i Marstal, död 30 juli 1841, var en dansk botaniker. Han var far till Emil Hornemann, bror till Christian Hornemann och kusin till Claus Frees Horneman.
Hornemann blev 1801, efter en treårig utländsk resa, lektor vid Botanisk Have i Köpenhamn, 1808 extra ordinarie och 1817 ordinarie professor i botanik vid Köpenhamns universitet. År 1829 blev han etatsråd. Utöver nedanstående skrifter utgav han häftena 22-39 av "Flora danica" (1806-1840). Han blev korresponderande ledamot av svenska Vetenskapsakademien 1815.
Auktorsnamnet Hornem. kan användas för Jens Wilken Hornemann i samband med ett vetenskapligt namn inom botaniken; se Wikipediaartiklar som länkar till auktorsnamnet.